# Caterham Seven

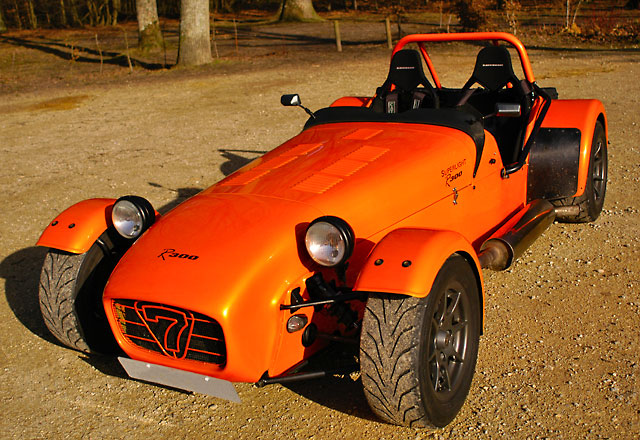
Caterham 7

Caterham Seven är en brittisk sportbil. När Lotus 1973 beslutade att sluta tillverka modellen Seven, ansåg återförsäljaren Caterham att konceptet var alltför bra för att dö. Tillverkningsrättigheterna köptes, och tillverkningen har fortsatt sen dess. Enda skillnaden mot Lotus-bilarna var att de hädanefter hette Caterham istället. Namnet Seven ingick dock och har omsorgsfullt skyddats sedan dess. 
I början fortsatte man att tillverka Seven S4 tills dessa delar tog slut. Därefter återgick man till att tillverka bilar som ser ut som Seven S3. Man har till och med skyddat modellens utseende numera. Exempelvis konkurrenten Westfield som tillverkar en Seven-kopia har tvingats ändra utseendet på sina bilar. 
De flesta nya Caterham Seven är unika, men egentligen har man några grundmodeller; Classic är enklast och billigast. Då ingår en enkelförgasare och hastighetsmätare men inte vindruta. Super Sprint innehåller bland annat dubbla Weberförgasare, aluminiumhjul och vindruta.
Caterham släppte våren 2006 CSR-modellen med en ny hjulupphängning och en motor tillverkad av Ford.

## Plagiaten
Lotus Seven är förmodligen världshistoriens mest plagierade bil. Den enda tillverkare som har rätt att tillverka bilar med namnet "Seven" är Caterham. Många andra har tillverkat byggsatsbilar, kit cars, som är antingen rena kopior av Lotus och Caterhams bilar, eller inspirerade av dessa. Dessa bilar är, om de godkänts för trafik i Sverige, registrerade som amatörbyggt fordon.

## Exempel på kopietillverkare
- Donkervoort
- Locost
- Westfield Sportscars
- Pegasus
- Dala7